# Mehmed Coković
Mehmed ef. Coković (Taslidža, 15. ožujka 1887. – Pljevlja, 9. lipnja 1978.), bošnjački je teolog, jedan od najvažnijih sandžačkih imama.   

## Životopis
Mehmed Coković je rođen 1877. u Taslidži. Bio je sin Vejsela (Tahirovog). Naobrazbu je započeo u mektebu do 1896. Poslije pohađa taslidžansku (pljevaljsku) ruždiju. Završava ju 1900. godine. Devetogodišnju pljevaljsku medresu i Darul-mualimin upisuje 1903. na kojoj dobiva idžazet 1912. godine.
Mehmed ef. Coković je osim bošnjačkog jezika govorio arapski, turski i perzijski. Također, služio se i francuskim jezikom. Jedno razdoblje je bio službeni tumač za arapski i turski jezik. Također, oko pedeset godina Coković je proveo u službi imama, hatiba, muallima. Bio je vjeroučitelj u osnovnoj školi. Predavao je vjeronauk u pljevaljskoj gimnaziji u vrijeme Kraljevine Jugoslavije. U zvanje imama-matičara raspoređen je 1934. godine. Prema dekretu Ulema-medžlisa iz Skoplja od 1935., bio je na čelu Udruge illmije za južne krajeve. Obuhvatalo je to prostore Sandžaka, Sjevernu Makedoniju, Crnu Goru, staru Srbiju i Kosovo. Bio je imam i hatib u pljevaljskim džamijama. Neke od njih su: Misir Ahmed-begova džamija na Musluku, Hadži Zekerije džamija na Serhatu, Hadži Alijina džamija na Ćutkovcu, te dugi niz godina Husein-pašina džamije. Umirovljen je 1963. u 86. godini života.
Mehmed ef. Coković je bio bio ključna osobe skoro svih muslimanskih manifestacija u rodnom mjestu. I to bez ikakve materijalne nadoknade. Prijatelji su mu bili Mehmed ef. Zeki Ćinara, Derviš ef. Šećerkadić i hfz. Ramiz ef. Šabanić.
Bio je među prvim hatibima koji je počeo držati hutbe na bošnjačkom jeziku. I to prije nego je to službeno uvedeno. Kao vrstan poznavalac jezika. Prevodio je Kuran na bošnjački jezik. Iza sebe je ostavio više pisanih djela. Kasim ef. Hadžić jedno od njih naziva Nasihati (Savjeti). U tom je radu dat uvod na arapskom, a suštinski dio na bošnjačkom. Cijeli tekst je pisan rukom Mehmeda ef. Cokovića, a govori o religijskim temama. S turskog jezika je preveo tzv. Djevojački mevlud. Objavljen je poslije njegove smrti.
Mehmed ef. Coković je umro u Pljevljima 9. svibnja 1978. godine u 102. godini života. Bila je to najbrojnija dženazu u povijesti Pljevlja. Ukopu je prisustvovao nemali broj ljudi iz svih sandžačkih mjesta, a klanjala se kod Husein-pašine džamije. Građani nisu dozvolili da se tabut vozi pogrebnim automobilom već su iz poštovanja prema Mehmed ef. Cokoviću tabut ponijeli s ruke na ruku do mezarluka.

## Vanjske poveznice
- Taslidžanski imam Mehmed ef. Coković